# Rivoniaproces
Het Rivoniaproces was een rechtszaak in Zuid-Afrika in 1964
waar tien opponenten, onder wie Nelson Mandela, van de apartheid in het
land terechtstonden.

## Achtergrond
Een maand na het bloedbad van Sharpeville in 1960 werd het Afrikaans Nationaal Congres, dat opkwam voor de zwarte bevolking in Zuid-Afrika, verboden. De organisatie opereerde sindsdien clandestien. Op 11 juli 1963 werden negentien leiders van het ANC opgepakt in hun schuilplaats Liliesleaf, een boerderij nabij Rivonia. Het Rivoniaproces was onderwerp van wereldwijd protest, werd veroordeeld door de VN-Veiligheidsraad en was de aanleiding voor sancties die jaren later tot de afschaffing van de apartheid leidden.

## Het proces
Het Rivoniaproces was genoemd naar de voorstad van Johannesburg waar de beklaagden opgepakt werden. Onder wetten uit 1962 riskeerden de beklaagden de doodstraf voor de feiten die hen ten laste werden gelegd. Deze waren:
- Het rekruteren en trainen van personen voor een gewelddadige revolutie en sabotage.
- Samenzwering tot bovenstaande en hulp aan buitenlandse militaire invallen.
- Het plegen van deze daden ten behoeve van het communisme.
- Het ontvangen van buitenlandse fondsen met deze doelen.

De openbaar aanklager was Percy Yutar.

De rechter was Quartus de Wet.

De verdediging werd geleid door Bram Fischer.

Namens Nederland was Coen Stork officieel waarnemer.
Het proces begon in oktober 1963 in de hoofdstad Pretoria. Tien beklaagden stonden terecht. Oorspronkelijk werd de doodstraf gevraagd maar dat werd later veranderd in levenslang. Op 12 juni 1964 werd het vonnis uitgesproken. Acht beklaagden kregen een levenslange gevangenisstraf opgelegd. Onder hen was Nelson Mandela, die aan alle aanklachten schuldig werd bevonden. Hij zou uiteindelijk 27 jaar in de cel doorbrengen. Twee andere veroordeelden konden uit de gevangenis ontsnappen door een bewaker om te kopen.

## Beklaagden
- Nelson Mandela
- Walter Sisulu
- Denis Goldberg
- Govan Mbeki
- Ahmed Kathrada
- Raymond Mhlaba

- Elias Motsoaledi
- Andrew Mlangeni
- Wilton Mkwayi
- Lionel Bernstein
- Harold Wolpe
- James Kantor

Mlangeni, de laatste overlevende van het proces, overleed in juli 2020.